# Renault 133-14
Le Renault 133-14 est un modèle de tracteur agricole à quatre roues motrices produit par la filiale Agriculture du constructeur Renault.
Le tracteur, d'une puissance de 123 ch DIN, offre une cabine de très grand confort dans sa version la plus équipée. Il est produit à  2 641 exemplaires entre 1981 et 1989.

## Historique
Au cours des années 1970, la puissance des tracteurs augmente de manière continue. Renault Agriculture, plutôt spécialisé dans les tracteurs de moyenne puissance, doit proposer de gros modèles pour rester concurrentiel. En outre, le confort de conduite devient une préoccupation majeure, à laquelle les constructeurs répondent plus ou moins complètement en proposant des cabines silencieuses et confortables.
Renault s'inscrit dans cette démarche et lance en 1981 une gamme marquée par un nouveau concept de cabine de conduite ergonomique, confortable et offrant au conducteur une excellent visibilité. Le 133-14, modèle de cœur de cette gamme de tracteurs puissants, est produit de 1981 à 1989 en trois versions qui diffèrent surtout par le niveau de confort proposé, pour un nombre total de 2 641 exemplaires, toutes versions confondues.

## Caractéristiques
Le tracteur est équipé d'un moteur Diesel MWM, fournisseur habituel de la marque, à 6 cylindres (alésage de 105 mm pour une course de 120 mm) en ligne à injection directe et à culasses séparées, d'une cylindrée totale de 6 234 cm3. Il développe une puissance de 123 ch DIN à 2 350 tr/min.
La boîte de vitesses des modèles construits jusqu'en 1985 combine quatre rapports sur trois gammes ainsi qu'un inverseur, ce qui donne au total 24 rapports dans les deux sens de marche. À partir de 1986, la boîte de vitesses comporte quatre rapports sur deux gammes avec un inverseur et un doubleur, soit au total 16 rapports dans les deux sens de marche.
Trois principaux types sont produits, différant par le niveau de finition et de confort de la cabine. Le 133-14 TS possède une cabine montée sur silentblocs avec une seule porte d'accès ; le 133-14 TX possède la même cabine que le TS, mais avec une porte de chaque côté ; le 133-14 TZ est pourvu d'une cabine dite « Hydrostable », montée sur vérins hydraulique et sur ressorts. Quel que soit son modèle, la cabine bascule largement vers l'avant pour permettre un accès facile au moteur et à la transmission.
Le tracteur est équipé de série d'une prise de force (540  ou   1 000 tr/min) et d'un relevage arrière (capacité 4 860 kg), mais il peut recevoir ces équipements à l'avant en option.
Le Renault 133-14 n'existe qu'avec quatre roues motrices. Le pont avant possède un entraînement axial qui améliore l'angle de braquage des roues, mais la maniabilité du tracteur n'est malgré tout pas optimale.
Dans sa version 133-14 TZ, la masse à vide en ordre de marche du tracteur est de 5 670 kg.